# Peter Jennergren
Lars Peter Jennergren, född 17 mars 1944 i Karlskrona stadsförsamling i Blekinge län, är en svensk ekonom och professor emeritus i företagsekonomi vid Handelshögskolan i Stockholm.
Jennergren doktorerade vid Stanforduniversitetet 1971 och innehade 1946 års donationsprofessur i företagsekonomi vid Handelshögskolan i Stockholm 1986–2011.